# Mertz János Gáspár
Mertz János Gáspár, németül Johann Kaspar Mertz (Pozsony, 1806. augusztus 17. – Bécs, 1856. október 14.) magyar-osztrák romantikus zeneszerző, gitárművész.

## Élete
Mertz Gáspár József (Kaspar Joseph Mertz, Casparus Josephus Mertz) névre keresztelték, aláírásában a J. C. Mertz alakot használta. A források szerint sehol nem használta a Johann nevet. A feltételezések szerint egy 20. század eleji elírás eredményeként terjedt el a hibás névalak, viszont a hangfelvételeken és kottakiadásokon szinte mindenütt így szerepel.
Az 1840-es évektől Bécsben tevékenykedett, ahol ez idő tájt több prominens gitárvirtuóz is alkotott, például Anton Diabelli, Mauro Giuliani, Wenceslaus Matiegka vagy Simon Molitor.
Morvaországban, Lengyelországban és Oroszországban rendszeresen turnézott, de tartott előadást Berlinben és Drezdában is. 1842-ben feleségül vette Josephine Plantin zongoraművészt. 1846-ban Mertz majdnem belehalt a sztrichnin túladagolásba, melyet az idegzsába (neuralgia) kezelésére írtak fel neki, ezt követően a felesége ápolta otthon. Néhány feltételezés szerint, a felesége romantikus zongorajátéka befolyásolhatta a Bárd dalok (Bardenklänge, Op.13., 1847) hangzásvilágát és szokatlan jobbkezes technikáját.
Mertz gitárzenéje – a kortársakkal ellentétben – már Chopin, Mendelssohn, Schubert és Schumann zongoraművészi modelljeit követte, nem Mozart és Haydn klasszikus modelljeit (mint Fernando Sor vagy Dionisio Aguado), Rossini bel canto stílusát (mint Giuliani). Érdekesek ezen kívül a kortárs operák ismert dallamainak gitár átiratai.

## Munkássága

### Művei
- A magyar anyaföld virágai (Ungarische Vaterlands Blüthen) Op.1.
- Három noktürn (Drei Nocturnes) Op.4.
- Elégia (Elegie)
- Bárd dalok (Bardenklänge) Op.13.
- Magyar fantázia (Ungarische Fantasie) Op.65. No.1.

### Kiadások
- Selected Operatic Fantasies of Mertz (angol nyelven). Fenton, Missouri: Mel Bay (2011). ISBN 9781609743260
- J.K. Mertz - Original Compositions for Classic Guitar (angol nyelven). Fenton, Missouri: Mel Bay (2002). ISBN 9780786660551
- Mertz János Gáspár. Compositions pour Guitare (japán nyelven). Gendai (1992)
- Mertz János Gáspár, Simon Wynberg (szerk.). Guitar Works (Vol. 1-10.) (angol nyelven). Fenton, Missouri: Mel Bay (1998). ISBN 9780786636945
- Michael Walker. Selected Pieces by Johann Kaspar Mertz for Baritone Ukulele (angol nyelven). lulu.com (2016). ISBN 9781365127236
- Mertz János Gáspár, Julian Gray (szerk.). Character Pieces (angol nyelven). Van Nuys, Los Angeles, Kalifornia: Alfred Music (2015). ISBN 9781470618827[4][5]

### Felvételek
- Mertz: Fantasias for solo guitar, Giuseppe Chiaramonte (Brilliant Classics, Leeuwarden, 2019)
- Johann Kaspar Mertz: Last Viennese Virtuoso, Frank Bungarten (SACD, Musikproduktion Dabringhaus & Grimm, Detmold, 2017)
- Johann Kaspar Mertz: Le Romantique, Raphaëlla Smits (CD, Accent Records, 2015)
- Lieder von Licht und Schatten, Roger Gehrig (CD, Karl Klang)
- Caspar Joseph Mertz: Works for Guitar, Maximilian Mangold (CD, Musicaphon, 2005)
- Johann Kaspar Mertz: Guitar Duets, Johannes Møller, Laura Fraticelli (CD, Naxos, Hongkong, 2014)
- Johann Kaspar Mertz: Guitar Music, Szendrey-Karper László (CD /hanglemezről digitalizálva/, Hungaroton, Budapest, 2014)
- Bardenklänge, a selection, Richard Savino (CD, Harmonia Mundi France, 1994)
- Bardenklänge op. 13, Adam Holzman (CD, Naxos, Hongkong, 2002)
- Bardenklänge, Graziano Salvoni (dupla CD, Brilliant Classics, Leeuwarden, 2014)
- Tonstücke. Sämtliche Werke für zwei Gitarren, Duo Favori (Barbara Gräsle, Frank Armbruster) (CD, Tacet, 1995)
- Johann Kaspar Mertz: Guitar Duos, Sonja Prunnbauer, Johannes Tappert,  MDG 603 1139-2 (CD, Musikproduktion Dabringhaus & Grimm, Detmold, 2002)
- Dances, Nocturnes and Etudes, Graziano Salvoni (dupla CD, Brilliant Classics, Leeuwarden, 2014)[5]

### Meghallgatható felvételek
- Nem tudod lejátszani a fájlt? Olvasd el a Wikipédia:Médiafájlok lapot.

## Fordítás
- Ez a szócikk részben vagy egészben  a   Johann Kaspar Mertz című angol Wikipédia-szócikk ezen változatának fordításán alapul.  Az eredeti cikk szerkesztőit annak laptörténete sorolja fel. Ez a jelzés csupán a megfogalmazás eredetét és a szerzői jogokat jelzi, nem szolgál a cikkben szereplő információk forrásmegjelöléseként.